# بهزاد رحیمی
بهزاد رحیمی سیاستمدار اصولگرا ایرانی است. وی در یازدهمین انتخابات مجلس شورای اسلامی که در تاریخ ۲ اسفند ۱۳۹۸ برگزار شد، با کسب ۳۴ هزار و ۴۳۹ رای از مجموع ۸۳ هزار و ۵۱۳ رای ماخوذه، از حوزه انتخابیه سقز و بانه از استان کردستان انتخاب گردید و به مجلس شورای اسلامی راه یافت.